# Cannabis em São Tomé e Príncipe
Cannabis em São Tomé e Príncipe é ilegal, mas é produzido de forma ilícita. Na década de 1890, angolanos portugueses venderam "quantidades notáveis" aos trabalhadores angolanos em São Tomé, apesar do que cannabis estava crescendo abundantemente, nas proximidades dos alojamentos dos trabalhadores.